# Saint-Martin-sur-Ocre (Loiret)
Saint-Martin-sur-Ocre ist eine französische Gemeinde mit 1.225 Einwohnern (Stand: 1. Januar 2022) im Département Loiret in der Region Centre-Val de Loire; sie gehört zum Arrondissement Montargis und zum Kanton Sully-sur-Loire. Die Einwohner werden Ocriniens genannt.

## Geographie
Saint-Martin-sur-Ocre liegt etwa 60 Kilometer ostsüdöstlich von Orléans an der Loire. Umgeben wird Saint-Martin-sur-Ocre von den Nachbargemeinden Gien im Norden und Nordwesten, Saint-Brisson-sur-Loire im Osten und Südosten, Autry-le-Châtel im Süden und Südwesten sowie Poilly-lez-Gien im Westen.

## Bevölkerungsentwicklung
| 1962                       | 1968 | 1975 | 1982 | 1990 | 1999 | 2006 | 2018 |
| -------------------------- | ---- | ---- | ---- | ---- | ---- | ---- | ---- |
| 522                        | 529  | 647  | 846  | 1008 | 1154 | 1189 | 1237 |
| Quellen: Cassini und INSEE |      |      |      |      |      |      |      |

## Sehenswürdigkeiten

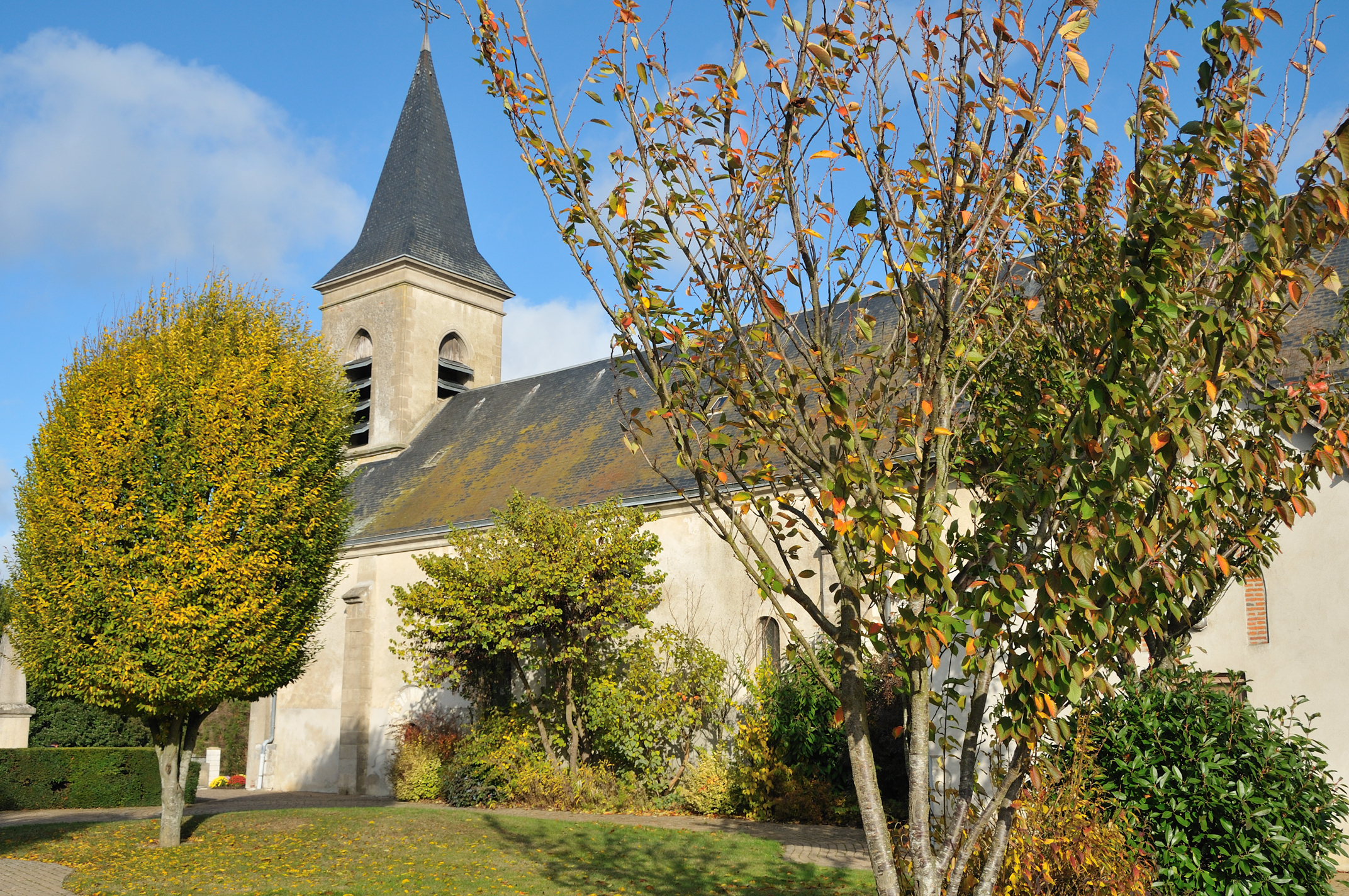
Kirche Saint-Martin

- Kirche Saint-Martin